# ادلهيد ارندت
ادلهيد ارندت (بالألمانية: Adelheid Arndt)‏ هي ممثلة ألمانية، ولدت في 3 يناير 1952 بهايدلبرغ في ألمانيا. من الجوائز التي نالتها جائزة الفيلم الألماني ‏.

## جوائز
- جائزة الفيلم الألماني [الإنجليزية]‏

## وصلات خارجية
- ادلهيد ارندت على موقع IMDb (الإنجليزية)
- ادلهيد ارندت على موقع ألو سيني (الفرنسية)
- ادلهيد ارندت على موقع أول موفي (الإنجليزية)
- ادلهيد ارندت على موقع قاعدة بيانات الأفلام السويدية (السويدية)
- ادلهيد ارندت على موقع قاعدة بيانات الفيلم (الإنجليزية)
- ادلهيد ارندت على موقع كينوبويسك (الروسية)